# Іоселіані Платон Ігнатович
Платон Гнатович Іоселіані (груз. პლატონ ეგნატეს ძე იოსელიანი; 1810—1875) — дослідник цивільної та церковної історії Грузії. Біограф Ґіорґі Саакадзе і грузинського царя Георгія XII.

## Біографія
Після закінчення Санкт-Петербурзької духовної академії, Іоселіані став викладачем фізики та філософських наук у Тифліській духовній семінарії. Пізніше був чиновником особливих доручень при кавказькому наміснику. У 1849 році за підтримки Михайла Воронцова здійснив державну поїздку до Греції та відвідав середньовічний грузинський Іверський монастир на Афоні.
Платон Іоселіані був чудовим знавцем історії Грузинської церкви і тбіліських старожитностей. Співпрацював із академіком Броссе. У 1838 році Імператорська Академія Наук і Святійший синод РПЦ доручили Іоселіані розбір стародавніх історичних актів (гуджарів), зібраних при Грузинському синодальному комітеті.
У 1845-1855 роках Іоселіані працював редактором газети «Закавказский вестник». Багато часу і сил присвятив реабілітації грузинського національного героя Ґіорґі Саакадзе.
Праці Іоселіані друкувалися в таких виданнях: «Журнал Министерства народного просвещения» (1842), «Журнал Министерства внутренних дел» (1844), «Кавказ», «Кавказький календарь» та інших місцевих виданнях. Випустив окремою книгою «Подорожні записки по Дагестану»1862). У 1880 році у грузинському журналі «Иверия» надрукована остання праця Іоселіані «Про останнього грузинського царя Георгія».
Іоселіані був одружений з княжною Анною Багратіон-Мухранелі (1839—1913).
Похований в зведеній ним, «за обітницею» на одужання сина, Вознесенській церкві (вулиця Амаглеба), пізніше перепохований в Дідубійському пантеоні.

## Нагороди
- Орден Святої Анни ІІІ ступеня (29.04.1848)[2] — за старанну службу редактором «Закавказского Вестника».